# Sphaerodactylus ruibali
Espèce
Sphaerodactylus ruibali est une espèce de geckos de la famille des Sphaerodactylidae.

## Répartition
Cette espèce est endémique de la province de Guantánamo à Cuba.

## Étymologie
Cette espèce est nommée en l'honneur de Rodolfo Ruibal.

## Publication originale
- Grant, 1959 : Another new Sphaerodactylus from Guantanamo, Cuba. Herpetologica, vol. 15, n. 1, p. 53.